# Green Provincial Park
Green Provincial Park är en park i Kanada.   Den ligger i provinsen Prince Edward Island, i den östra delen av landet, 900 km öster om huvudstaden Ottawa.
Terrängen runt Green Provincial Park är mycket platt. Havet är nära Green Provincial Park åt nordost. Runt Green Provincial Park är det glesbefolkat, med 9 invånare per kvadratkilometer.. Närmaste större samhälle är Miscouche, 18,5 km söder om Green Provincial Park. 
Trakten runt Green Provincial Park består till största delen av jordbruksmark.